# Slatina, Šmartno ob Paki
Slatina je naselje v Občini Šmartno ob Paki.